# Dorstenia
Genre
Classification phylogénétique
Dorstenia est un genre de plantes à fleursde la famille des Moraceae. Les espèces de ce genre sont des plantes succulentes.
Le nom de ce genre est un hommage à Théodoric Dorsténius, un médecin allemand du XVIe siècle.
La fleur des plantes de ce genre est monopétale et irrégulière.

## Liste d'espèces
Selon ITIS (5 oct. 2014) :
- Dorstenia contrajerva L.

Selon NCBI (5 oct. 2014) :
- Dorstenia africana
- Dorstenia alta
- Dorstenia arifolia
- Dorstenia bahiensis
- Dorstenia benguellensis
- Dorstenia brasiliensis
- Dorstenia brownii
- Dorstenia cayapia
  - sous-espèce Dorstenia cayapia subsp. asaroides
  - sous-espèce Dorstenia cayapia subsp. paraguensis
  - sous-espèce Dorstenia cayapia subsp. vitifolia
- Dorstenia choconiana
- Dorstenia contrajerva
- Dorstenia cuspidata
- Dorstenia djettii
- Dorstenia drakena
- Dorstenia elata
- Dorstenia elliptica
- Dorstenia excentrica
- Dorstenia fawcettii
- Dorstenia foetida
- Dorstenia hildebrandtii
- Dorstenia hirta
- Dorstenia holstii
- Dorstenia kameruniana
- Dorstenia lindeniana
- Dorstenia mannii
- Dorstenia milaneziana
- Dorstenia nummularia
- Dorstenia peruviana
- Dorstenia picta
- Dorstenia psilurus
  - variété Dorstenia psilurus var. scabra
- Dorstenia roigii
- Dorstenia tayloriana
- Dorstenia turbinata
- Dorstenia variifolia

Selon Tropicos (5 oct. 2014) :
- Dorstenia acangatara M.D.M. Vianna, Al. Santos, A.F.P. Machado, Mansano & Romaniuc
  - Dorstenia achtenii De Wild. = Dorstenia benguellensis Welw.[4]
- Dorstenia africana (Baill.) C.C. Berg
- Dorstenia afromontana R.E. Fr.
- Dorstenia albertii Carauta, C. Valente & Sucre
  - Dorstenia alexiteria L. = Dorstenia contrajerva L.[5]
- Dorstenia alta Engl.
  - Dorstenia alternans Engl. = Dorstenia mannii var. alternans (Engl.) Hijman[6]
  - Dorstenia amazonica Carauta, C. Valente & Barth = Dorstenia brasiliensis Lam.[7]
  - Dorstenia amboniensis De Wild. = Dorstenia tayloriana var. tayloriana Rendle[8]
  - Dorstenia amoena A. Chev. = Dorstenia kameruniana Engl.[9]
  - Dorstenia angusta Engl. = Dorstenia poinsettiifolia var. angusta (Engl.) Hijman & C.C. Berg[10]
- Dorstenia angusticornis Engl.
- Dorstenia annua Friis & Vollesen
  - Dorstenia anthuriifolia S.F. Blake = Dorstenia bahiensis Fisch. & C.A. Mey.[11]
- Dorstenia appendiculata Miq.
  - Dorstenia arabica Hemsl. = Dorstenia foetida Schweinf.[12]
  - Dorstenia argentata Hook. f. = Dorstenia turnerifolia Fisch. & C.A. Mey.[13]
- Dorstenia arifolia Lam.
- Dorstenia aristeguietae Cuatrec.
  - Dorstenia asaroides Hook. = Dorstenia cayapia Vell.[14]
  - Dorstenia aspera A. Chev. = Dorstenia turbinata Engl.[15]
  - Dorstenia asperifolia Rossberg = Dorstenia caimitensis Urb.[16]
  - Dorstenia asteriscus Engl. = Dorstenia ciliata Engl.[17]
- Dorstenia astyanactis Aké Assi
- Dorstenia bahiensis Fisch. & C.A. Mey.
- Dorstenia barnimiana Schweinf.
- Dorstenia barteri Bureau
  - Dorstenia batesii Rendle = Dorstenia lujae var. batesii (Rendle) Hijman[18]
- Dorstenia belizensis C.C. Berg
- Dorstenia benguellensis Welw.
  - Dorstenia bequaertii De Wild. = Dorstenia dinklagei var. bequaertii (De Wild.) Hijman[19]
- Dorstenia bergiana Hijman
- Dorstenia bicaudata Peter
  - Dorstenia bicornis Schweinf. = Dorstenia psilurus Welw.[20]
  - Dorstenia binzaensis De Wild. = Dorstenia dinklagei var. binzaensis (De Wild.) Hijman[21]
  - Dorstenia boliviana C.C. Berg = Dorstenia peruviana C.C. Berg[22]
- Dorstenia bonijesu Carauta & C. Valente
- Dorstenia bowmaniana Baker
- Dorstenia brasiliensis Lam.
  - Dorstenia braunii Engl. = Dorstenia hildebrandtii var. hildebrandtii Engl. [23]
  - Dorstenia brevifolia Peter = Dorstenia hildebrandtii var. hildebrandtii Engl. [24]
- Dorstenia brevipetiolata C.C. Berg
  - Dorstenia brieyi De Wild. = Dorstenia dinklagei var. brieyi (De Wild.) Hijman[25]
- Dorstenia brownii Rendle
  - Dorstenia bryoniifolia Mart. = Dorstenia cayapia subsp. vitifolia (Gardner) C.C. Berg[26]
- Dorstenia buchananii Engl.
  - Dorstenia buesgenii Engl. = Dorstenia turbinata Engl.[27]
- Dorstenia caatingae R.M. Castro
- Dorstenia caimitensis Urb.
  - Dorstenia campanulata Hauman = Dorstenia benguellensis Welw.[28]
  - Dorstenia capricorniana Carauta, C. Valente & Sucre = Dorstenia ramosa subsp. dolichocaula (Pilg.) C.C. Berg[29]
- Dorstenia carautae C.C. Berg
  - Dorstenia carnosula De Wild. = Dorstenia hildebrandtii var. hildebrandtii Engl. [30]
  - Dorstenia caudata Engl. = Dorstenia buchananii var. buchananii Engl. [31]
  - Dorstenia caulescens Vell. = Dorstenia urceolata Schott[32]
- Dorstenia cayapia Vell.
  - Dorstenia ceratosanthes Lodd. = Dorstenia ramosa (Desv.) Carauta, C. Valente & Sucre[33]
- Dorstenia choconiana S. Watson
- Dorstenia christenhuszii M.W. Chase & M.F. Fay
- Dorstenia ciliata Engl.
- Dorstenia colombiana Cuatrec.
- Dorstenia conceptionis Carauta
  - Dorstenia confusa Britton = Dorstenia erythrandra C. Wright ex Griseb.[34]
- Dorstenia contensis Carauta & C.C. Berg
- Dorstenia contrajerva L.
- Dorstenia convexa De Wild.
  - Dorstenia cordata-acuminata Cufod. = Dorstenia choconiana S. Watson[35]
- Dorstenia cordifolia Lam.
  - Dorstenia crassipes C. Wright ex Griseb. = Dorstenia peltata Spreng.[36]
- Dorstenia crenulata C. Wright ex Griseb.
  - Dorstenia crispa Engl. = Dorstenia foetida Schweinf.[37]
  - Dorstenia crispata S. Watson = Dorstenia drakena L.[38]
- Dorstenia cuspidata Hochst. ex A. Rich.
  - Dorstenia cyperus Vell. = Dorstenia arifolia Lam.[39]
  - Dorstenia debeerstii De Wild. & T. Durand = Dorstenia benguellensis Welw.[40]
  - Dorstenia debilis Baill. = Dorstenia cuspidata var. humblotiana (Baill.) Leandri[41]
  - Dorstenia denticulata Peter = Dorstenia hildebrandtii var. schlechteri (Engl.) Hijman[42]
  - Dorstenia dinklagei Engl. = Dorstenia turbinata Engl.[43]
- Dorstenia dionga Engl.
- Dorstenia djettii Guillaumet
  - Dorstenia dolichocaula Pilg. = Dorstenia ramosa subsp. dolichocaula (Pilg.) C.C. Berg[44]
  - Dorstenia domingensis Urb. & Ekman = Dorstenia erythrandra C. Wright ex Griseb.[45]
- Dorstenia dorstenioides (Engl.) Hijman & C.C. Berg
- Dorstenia drakena L.
  - Dorstenia edeensis Engl. = Dorstenia turbinata Engl.[46]
  - Dorstenia ekmanii Urb. = Dorstenia nummularia Urb. & Ekman[47]
- Dorstenia elata Hook.
- Dorstenia ellenbeckiana Engl.
- Dorstenia elliptica Bureau
- Dorstenia embergeri Mangenot
  - Dorstenia equatorialis Rendle = Dorstenia dinklagei var. brieyi De Wild.[48]
  - Dorstenia erecta Vell. = Dorstenia hirta Desv.[49]
- Dorstenia erythrandra C. Wright ex Griseb.
- Dorstenia excentrica Moric.
  - Dorstenia faria Paiva = Dorstenia arifolia Lam.[50]
- Dorstenia fawcettii Urb.
  - Dorstenia ficifolia Fisch. & C.A. Mey. = Dorstenia arifolia Lam.[51]
  - Dorstenia ficus Vell. = Dorstenia ramosa (Desv.) Carauta, C. Valente & Sucre[52]
  - Dorstenia fiherenensis Leandri = Dorstenia cuspidata var. humblotiana (Baill.) Leandri[53]
  - Dorstenia fischeri Bureau = Dorstenia arifolia Lam.[54]
- Dorstenia flagellifera Urb. & Ekman
  - Dorstenia fluminensis Walp. = Dorstenia ramosa (Desv.) Carauta, C. Valente & Sucre[55]
- Dorstenia foetida Schweinf.
  - Dorstenia frutescens Engl. = Dorstenia elliptica Bureau[56]
  - Dorstenia gabunensis Engl. = Dorstenia poinsettiifolia var. poinsettiifolia Engl.[57]
  - Dorstenia gaussenii Troch.-Marq. & Koechlin = Dorstenia dinklagei var. binzaensis (De Wild.) Hijman[58]
- Dorstenia gigas Schweinf. ex Balf. f.
  - Dorstenia gilletii De Wild. = Dorstenia psilurus var. scabra Bureau[59]
- Dorstenia goetzei Engl.
  - Dorstenia goossensi De Wild. = Dorstenia yambuyaensis De Wild.[60]
  - Dorstenia gourmaensis A. Chev. = Dorstenia cuspidata var. cuspidata Hochst. ex A. Rich.[61]
  - Dorstenia gracilis Carauta, C. Valente & Araujo = Dorstenia milaneziana Carauta, C. Valente & Sucre[62]
- Dorstenia grazielae Carauta, C. Valente & Sucre
- Dorstenia griffithiana Kurz
- Dorstenia gypsophila Lavranos
  - Dorstenia haitensis Rossberg = Dorstenia fawcettii Urb.[63]
  - Dorstenia harmsiana Engl. = Dorstenia ciliata Engl.[64]
  - Dorstenia heringeri Carauta & C. Valente = Dorstenia brasiliensis Lam.[65]
- Dorstenia hildebrandtii Engl.
- Dorstenia hildegardis Carauta, C. Valente & R. Barth
- Dorstenia hirta Desv.
  - Dorstenia hispida Hook. = Dorstenia hirta Desv.[66]
  - Dorstenia hockii De Wild. = Dorstenia benguellensis Welw.[67]
- Dorstenia holstii Engl.
  - Dorstenia holtziana Engl. = Dorstenia zanzibarica Oliv.[68]
  - Dorstenia homblei De Wild. = Dorstenia benguellensis Welw.[69]
  - Dorstenia hotteana Urb. & Ekman = Dorstenia flagellifera Urb. & Ekman[70]
  - Dorstenia houstonii L. = Dorstenia contrajerva L.[71]
  - Dorstenia howardii León = Dorstenia erythrandra C. Wright ex Griseb.[72]
  - Dorstenia humblotiana Baill. = Dorstenia cuspidata var. humblotiana (Baill.) Leandri[73]
- Dorstenia hydrocotyle Mart. ex Miq.
- Dorstenia indica Wight
  - Dorstenia infundibuliformis Lodd. = Dorstenia brasiliensis Lam.[74]
  - Dorstenia intermedia Engl. = Dorstenia mannii var. manii Hook. f.[75]
- Dorstenia involuta Hijman & C.C. Berg
  - Dorstenia jabassensis Engl. = Dorstenia ciliata Engl.[76]
- Dorstenia jamaicensis Britton
- Dorstenia kameruniana Engl.
  - Dorstenia katangensis De Wild. = Dorstenia benguellensis Welw.[77]
  - Dorstenia katubensis De Wild. = Dorstenia benguellensis Welw.[78]
- Dorstenia klaineana Pierre ex Heckel & Schlagd.
  - Dorstenia klainei Heckel = Dorstenia psilurus var. scabra Bureau[79]
  - Dorstenia kribiensis Engl. = Dorstenia mannii var. alternans (Engl.) Hijman[80]
  - Dorstenia kyimbilaensis De Wild. = Dorstenia schliebenii Mildbr.[81]
  - Dorstenia lactifera De Wild. = Dorstenia benguellensis Welw.[82]
  - Dorstenia lagoensis Bureau = Dorstenia bowmaniana Baker[83]
  - Dorstenia laikipiensis Rendle = Dorstenia tayloriana var. laikipiensis (Rendle) Hijman[84]
- Dorstenia lanei Howard & Briggs
  - Dorstenia latibracteata Engl. = Dorstenia warneckei Engl.[85]
  - Dorstenia laurentii De Wild. = Dorstenia zenkeri Engl.[86]
  - Dorstenia ledermannii Engl. = Dorstenia turbinata Engl.[87]
- Dorstenia letestui Pellegr.
  - Dorstenia librevillensis De Wild. = Dorstenia poinsettiifolia var. librevillensis (De Wild.) Hijman & C.C. Berg[88]
  - Dorstenia liebuschiana Engl. = Dorstenia goetzei Engl.[89]
- Dorstenia lindeniana Bureau
  - Dorstenia longicauda Engl. = Dorstenia poinsettiifolia var. longicauda (Engl.) Hijman & C.C. Berg[90]
  - Dorstenia longifolia Moric. = Dorstenia elata Hook.[91]
  - Dorstenia longipedunculata De Wild. = Dorstenia buchananii var. longepedunculata Rendle[92]
- Dorstenia longipes Mart. ex Bureau
  - Dorstenia lotziana Engl. = Dorstenia poinsettiifolia var. angusta (Engl.) Hijman & C.C. Berg[93]
  - Dorstenia lucida G. Forst. = Procris pedunculata var. pedunculata (J.R. Forst. & G. Forst.) Wedd.[94]
  - Dorstenia lujae De Wild. = Dorstenia harmsiana var. harmsiana Engl. [95]
  - Dorstenia lukafuensis De Wild. = Dorstenia psilurus var. psilurus [96]
  - Dorstenia maculata Lem. = Dorstenia contrajerva L.[97]
  - Dorstenia mandiocana Fisch. & C.A. Mey. = Dorstenia arifolia Lam.[98]
- Dorstenia mandioccana Fisch. & C.A. Mey.
- Dorstenia mannii Hook. f.
  - Dorstenia maoungouensis De Wild. = Dorstenia hildebrandtii var. hildebrandtii Engl. [99]
  - Dorstenia marambensis Peter = Dorstenia hildebrandtii var. hildebrandtii Engl.[100]
  - Dorstenia marginata Urb. & Ekman = Dorstenia fawcettii Urb.[101]
- Dorstenia mariae Carauta, J.M. Albuq. & R.M. Castro
  - Dorstenia maris C. Valente & Carauta = Dorstenia arifolia Lam.[102]
  - Dorstenia martiana Miq. = Dorstenia bahiensis Fisch. & C.A. Mey.[103]
  - Dorstenia massonii Bureau = Dorstenia psilurus var. scabra Bureau[104]
  - Dorstenia mexicana Benth. = Dorstenia drakena L.[105]
- Dorstenia milaneziana Carauta, C. Valente & Sucre
  - Dorstenia mildbraediana Peter = Dorstenia benguellensis Welw.[106]
  - Dorstenia minor Fisch. & C.A. Mey. = Dorstenia hirta Desv.[107]
  - Dorstenia mirabilis R.E. Fr. = Dorstenia benguellensis Welw.[108]
  - Dorstenia mogandjensis De Wild. = Dorstenia zenkeri Engl.[109]
  - Dorstenia montana Herzog = Dorstenia brasiliensis Lam.[110]
  - Dorstenia montevidensis Miq. = Dorstenia brasiliensis Lam.[111]
  - Dorstenia morifolia Fisch. & C.A. Mey. = Dorstenia cayapia subsp. vitifolia (Gardner) C.C. Berg[112]
  - Dorstenia multiradiata Engl. = Dorstenia barteri var. multiradiata (Engl.) Hijman & C.C. Berg[113]
  - Dorstenia multisquamae Urb. = Dorstenia erythrandra C. Wright ex Griseb.[114]
  - Dorstenia mundamensis Engl. = Dorstenia mannii var. mungensis (Engl.) Hijman[115]
  - Dorstenia mungensis Engl. = Dorstenia mannii var. mungensis (Engl.) Hijman[116]
  - Dorstenia nervosa Desv. = Dorstenia urceolata Schott[117]
  - Dorstenia nipensis Urb. & Ekman = Dorstenia erythrandra C. Wright ex Griseb.[118]
  - Dorstenia nummularia Urb. & Ekman = Dorstenia dinklagei var. brieyi (De Wild.) Hijman[119]
- Dorstenia nyangensis Pellegr.
- Dorstenia nyungwensis Troupin
  - Dorstenia obanensis Hutch. & Dalziel = Dorstenia turbinata Engl.[120]
  - Dorstenia oblonga Compère = Dorstenia convexa var. oblonga (Compère) Hijman[121]
  - Dorstenia obovata A. Rich. = Dorstenia foetida Schweinf.[122]
  - Dorstenia obtusibracteata Engl. = Dorstenia tenera var. obtusibracteata (Engl.) Hijman & C.C. Berg[123]
- Dorstenia oligogyna (Pellegr.) C.C. Berg
  - Dorstenia ophiocoma K. Schum. & Engl. = Dorstenia mannii var. manii Hook. f.[124]
  - Dorstenia ophiocomoides Engl. = Dorstenia mannii var. mungensis (Engl.) Hijman[125]
  - Dorstenia ophioglossoides Hochst. ex Bureau = Dorstenia barnimiana var. barnimiana Schweinf.[126]
- Dorstenia opifera Mart.
  - Dorstenia orientalis De Wild. = Dorstenia alta Engl.[127]
  - Dorstenia pachecoleoneana Machado = Dorstenia cayapia Vell.[128]
  - Dorstenia palmata Willd. ex Schult. = Dorstenia contrajerva L.[129]
  - Dorstenia palmata Engl. = Dorstenia barnimiana var. barnimiana Schweinf.[130]
- Dorstenia palmata Pohl ex Miq.
- Dorstenia panamensis C.C. Berg
  - Dorstenia papillosa Hauman = Dorstenia benguellensis Welw.[131]
- Dorstenia paradoxa Bureau
  - Dorstenia paraguariensis (Hassl.) Carauta = Dorstenia cayapia Vell.[132]
- Dorstenia paucibracteata De Wild.
  - Dorstenia paucidentata Rendle = Dorstenia tenera var. tenera Bureau[133]
  - Dorstenia pectinata Peter = Dorstenia tayloriana var. laikipiensis (Rendle) Hijman[134]
  - Dorstenia peltata Spreng. = Dorstenia barnimiana var. tropaeolifolia (Schweinf.) Rendle[135]
  - Dorstenia peltata Fisch. & C.A. Mey. = Dorstenia arifolia Lam.[136]
  - Dorstenia penduflora Peter = Dorstenia brownii Rendle[137]
  - Dorstenia pernambucana Arruda = Dorstenia brasiliensis Lam.[138]
- Dorstenia peruviana C.C. Berg
- Dorstenia petraea C. Wright ex Griseb.
  - Dorstenia phillipsiae Hook. f. = Dorstenia foetida Schweinf.[139]
- Dorstenia picta Bureau
  - Dorstenia pierrei De Wild. = Dorstenia poinsettiifolia var. librevillensis (De Wild.) Hijman & C.C. Berg[140]
  - Dorstenia piscaria Hutch. & Dalziel = Dorstenia barteri var. subtriangularis (Engl.) Hijman & C.C. Berg[141]
  - Dorstenia piscicelliana Buscal. & Muschl. = Dorstenia benguellensis Welw.[142]
- Dorstenia placentoides Comm. ex Lam.
  - Dorstenia plumieriifolia Fisch. & C.A. Mey. = Dorstenia elata Hook.[143]
  - Dorstenia poggei Engl. = Dorstenia benguellensis Welw.[144]
  - Dorstenia poinsettiifolia Engl. = Dorstenia poinsettiifolia var. poinsettiifolia [145]
  - Dorstenia polyactis Peter = Dorstenia hildebrandtii var. schlechteri (Engl.) Hijman[146]
  - Dorstenia preussii Engl. = Dorstenia cuspidata var. preussii (Engl.) Hijman[147]
- Dorstenia prorepens Engl.
  - Dorstenia pseudo-opifera Hassl. = Dorstenia cayapia Vell.[148]
  - Dorstenia psiluroides Engl. = Dorstenia psilurus var. psilurus [149]
- Dorstenia psilurus Welw.
- Dorstenia pubescens Blanco
  - Dorstenia quadrata Desv. = Dorstenia arifolia Lam.[150]
  - Dorstenia quadrangularis Stokes = Dorstenia contrajerva L.[151]
  - Dorstenia quarrei De Wild. = Dorstenia cuspidata var. cuspidata Hochst. ex A. Rich.[152]
  - Dorstenia quercifolia R.E. Fr. = Dorstenia hildebrandtii var. schlechteri (Engl.) Hijman[153]
  - Dorstenia radiata Lam. = Dorstenia foetida Schweinf.[154]
- Dorstenia ramosa (Desv.) Carauta, C. Valente & Sucre
  - Dorstenia reducta De Wild. = Dorstenia dinklagei var. reducta (De Wild.) Hijman[155]
- Dorstenia reniformis Pohl ex Miq.
- Dorstenia renneyi Airy Shaw & N.P. Taylor
- Dorstenia renulata C. Wright ex Griseb.
  - Dorstenia rhodesiana R.E. Fr. = Dorstenia benguellensis Welw.[156]
  - Dorstenia rhomboidea Peter = Dorstenia hildebrandtii var. hildebrandtii Engl.[157]
  - Dorstenia riedeliana  Fisch. & C.A. Mey. = Dorstenia arifolia Lam.[158]
- Dorstenia richardii Baill.
- Dorstenia rocana Britton
- Dorstenia roigii Britton
- Dorstenia romaniucii A. Ferreira & M.D.M. Vianna
  - Dorstenia rosenii R.E. Fr. = Dorstenia benguellensis Welw.[159]
  - Dorstenia ruahensis Engl. = Dorstenia buchananii var. longepedunculata Rendle[160]
  - Dorstenia rugosa Banks & Sol. ex A. Cunn. = Dorstenia tayloriana var. laikipiensis (Rendle) Hijman[161]
  - Dorstenia ruwenzoriensis De Wild. = Dorstenia brownii Rendle[162]
  - Dorstenia sabanensis Cuatrec. = Dorstenia brasiliensis Lam.[163]
  - Dorstenia sacleuxi De Wild. = Dorstenia warneckei Engl.[164]
  - Dorstenia saxicola Engl. = Dorstenia cuspidata var. humblotiana (Baill.) Leandri[165]
  - Dorstenia scabra (Bureau) Engl. = Dorstenia psilurus var. scabra Bureau[166]
- Dorstenia scaphigera Bureau
  - Dorstenia schlechteri Engl. = Dorstenia hildebrandtii var. schlechteri (Engl.) Hijman[167]
- Dorstenia schliebenii Mildbr.
  - Dorstenia schulzii Carauta, C. Valente & Dunn de Araujo = Dorstenia brasiliensis Lam.[168]
  - Dorstenia seretii De Wild. = Dorstenia dinklagei var. brieyi (De Wild.) Hijman[169]
  - Dorstenia sessilis R.E. Fr. = Dorstenia benguellensis Welw.[170]
- Dorstenia setosa Moric.
  - Dorstenia smythei Sprague = Dorstenia turbinata Engl.[171]
- Dorstenia socotrana A.G. Mill.
- Dorstenia soerensenii Friis
  - Dorstenia solheidii De Wild. = Dorstenia zenkeri Engl.[172]
  - Dorstenia spathulibracteata Engl. = Dorstenia turbinata Engl.[173]
  - Dorstenia staudtii Engl. = Dorstenia poinsettiifolia var. staudtii (Engl.) Hijman & C.C. Berg[174]
- Dorstenia stellaris Al. Santos & Romaniuc
  - Dorstenia stenophylla R.E. Fr. = Dorstenia benguellensis Welw.[175]
  - Dorstenia stipitata De Wild. = Dorstenia benguellensis Welw.[176]
  - Dorstenia stipulata Rendle = Dorstenia mannii var. stipulata (Rendle) Hijman[177]
  - Dorstenia stolzii Engl. = Dorstenia psilurus var. psilurus [178]
  - Dorstenia strangii Carauta = Dorstenia arifolia Lam.[179]
- Dorstenia subdentata Hijman & C.C. Berg
  - Dorstenia subrhombiformis Engl. = Dorstenia poinsettiifolia var. staudtii (Engl.) Hijman & C.C. Berg[180]
  - Dorstenia subtriangularis Engl. = Dorstenia barteri var. subtriangularis (Engl.) Hijman & C.C. Berg[181]
  - Dorstenia sucrei Carauta = Dorstenia elata Hook.[182]
  - Dorstenia sychinium Steud. = Dorstenia ramosa (Desv.) Carauta, C. Valente & Sucre[183]
  - Dorstenia talbotii Rendle = Dorstenia lujae var. lujae De Wild.[184]
  - Dorstenia tanneriana Peter = Dorstenia hildebrandtii var. hildebrandtii Engl.[185]
  - Dorstenia tayloriana Rendle = Dorstenia barnimiana var. barnimiana Schweinf.[186]
- Dorstenia telekii Schweinf. ex Engl.
- Dorstenia tenera Bureau
  - Dorstenia tentaculata Fisch. & C.A. Mey. = Dorstenia arifolia Lam.[187]
  - Dorstenia tenuifolia Engl. = Dorstenia psilurus var. scabra Bureau[188]
- Dorstenia tenuiradiata Mildbr.
- Dorstenia tenuis Bonpl. ex Bureau
- Dorstenia tessmannii Engl.
  - Dorstenia tetractis Peter = Dorstenia cuspidata var. cuspidata Hochst. ex A. Rich.[189]
- Dorstenia thikaensis Hijman
  - Dorstenia tomentosa Fisch. & C.A. Mey. = Dorstenia brasiliensis Lam.[190]
  - Dorstenia tricolor Urb. & Ekman = Dorstenia rocana Britton[191]
  - Dorstenia triternata Chiov. = Dorstenia barnimiana var. barnimiana Schweinf.[192]
  - Dorstenia tropaeolifolia (Schweinf.) Bureau = Dorstenia barnimiana var. tropaeolifolia (Schweinf.) Rendle[193]
- Dorstenia tuberosa C. Wright ex Griseb.
  - Dorstenia tubicina Ruiz & Pav. = Dorstenia brasiliensis Lam.[194]
- Dorstenia turbinata Engl.
- Dorstenia turnerifolia Fisch. & C.A. Mey.
- Dorstenia ulugurensis Engl.
- Dorstenia umbricola A.C. Sm.
  - Dorstenia unicaudata Engl. = Dorstenia buchananii var. buchananii Engl.[195]
  - Dorstenia unyikae Engl. = Dorstenia cuspidata var. cuspidata Hochst. ex A. Rich.[196]
- Dorstenia urceolata Schott
  - Dorstenia usambarensis Engl. = Dorstenia holstii var. holstii Engl.[197]
- Dorstenia uxpanapana C.C. Berg & T. Wendt
  - Dorstenia variegata Engl. = Dorstenia picta Bureau[198]
  - Dorstenia varroniifolia Fisch. & C.A. Mey. = Dorstenia hirta Desv.[199]
- Dorstenia variifolia Engl.
  - Dorstenia vellozoana Lem. = Dorstenia ramosa (Desv.) Carauta, C. Valente & Sucre[200]
  - Dorstenia verdickii De Wild. = Dorstenia benguellensis Welw.[201]
  - Dorstenia vermoesenii De Wild. = Dorstenia mannii var. manii Hook. f.[202]
- Dorstenia vilella Paiva
  - Dorstenia vitifolia Gardner = Dorstenia cayapia Vell.[203]
- Dorstenia vivipara Welw.
- Dorstenia volkensii Engl.
  - Dorstenia walleri Hemsl. = Dorstenia cuspidata var. cuspidata Hochst. ex A. Rich.[204]
- Dorstenia warneckei Engl.
  - Dorstenia wellmannii Engl. = Dorstenia benguellensis Welw.[205]
- Dorstenia yambuyaensis De Wild.
  - Dorstenia yangambiensis J. Léonard = Dorstenia poinsettiifolia var. poinsettiifolia Engl.[206]
- Dorstenia zambesiaca Hijman
- Dorstenia zanzibarica Oliv.
- Dorstenia zenkeri Engl.